# Juzes
Juzes är en kommun i departementet Haute-Garonne i regionen Occitanien i södra Frankrike. Kommunen ligger i kantonen Revel som tillhör arrondissementet Toulouse. År 2022 hade Juzes 67 invånare.

## Befolkningsutveckling
Antalet invånare i kommunen Juzes
Referens:INSEE